# Dustin Poirier
Dustin Glenn Poirier (Lafayette, 19 januari 1989) is een Amerikaans MMA-vechter. 

## Carrière
Poirier groeide op in zijn geboorteplaats Lafayette en is van Cajun-afkomst. Hij ging naar de Northside High School en verhuisde later naar Zuid-Florida voor trainingsdoeleinden.
Poirier begon zijn professionele carrière in 2009 en bouwde snel een record van 7-0 op, waarbij hij vooral meedeed aan regionale promoties in zijn geboortestaat Louisiana en de zuidelijke Verenigde Staten. In 2010 vocht hij onder meer in de organisatie World Extreme Cagefighting (WEC). In 2011 nam hij deel aan de documentaire Fightville, die ging over MMA in de zuidelijke staten.

### Ultimate Fighting Championship
In oktober 2010 fuseerde WEC met het Ultimate Fighting Championship (UFC), waarna Poirier eveneens werd overdragen naar de UFC. Op 1 januari 2011 vocht hij tegen Josh Grispi en won middels een unanieme jurybeslissing.
In februari 2012 won Poirier van Max Holloway middels een armklem in de eerste ronde en verdiende vervolgens een Submission of the Night-bonus. In mei 2012 vocht hij tegen Chan Sung Jung tijdens het hoofdevenement en verloor door een submissie in de vierde ronde. Het gevecht werd uitgeroepen tot Fight of the Night en werd eind 2012 door verschillende publicaties uitgeroepen tot Fight of the Year.
In april 2014 versloeg Poirier Akira Corassani door een technische knock-out (TKO) in de tweede ronde bij The Ultimate Fighter Nations Finale. Op 27 september 2014 nam hij het op tegen Conor McGregor en verloor middels een TKO in de eerste ronde. 
Na dit verlies ging Poirier een gewichtsklasse omhoog van vedergewicht naar de lichtgewichtdivisie. Hij boekte overwinningen tegen Carlos Diego Ferreira (KO), Yancy Medeiros (TKO), Joseph Duffy (beslissing), Bobby Green (KO) en Jim Miller (beslissing), maar verloor van Michael Johnson (KO).
In mei 2017 vocht Poirier tegen Eddie Alvarez. Hun gevecht werd in de tweede ronde gestaakt. Alvarez gaf Poirier een aantal kniestoten terwijl die beide handen aan de grond had. Hierop legde de arbitrage de wedstrijd stil en werd het gevecht uitgeroepen tot een “No Contest”. In november 2017 vocht hij tegen Anthony Pettis en won door een TKO in de derde ronde.
In april 2018 won Poirier van Justin Gaethje door een TKO in de vierde ronde. In juli 2018 vocht Poirier opnieuw tegen Alvarez en won het gevecht door een TKO in de tweede ronde.
Poirier nam het in april 2019 voor de tweede keer op tegen UFC-vedergewichtkampioen Max Holloway. De inzet was deze keer de interim-titel in het lichtgewicht en daarmee het recht op een titelgevecht tegen Chabib Noermagomedov. Na vijf ronden wees de jury Poirier unaniem aan als winnaar. Op 7 september 2019 vocht Poirier voor de wereldtitel tegen UFC-lichtgewichtkampioen Noermagomedov en verloor de wedstrijd middels verwurging (rear-naked choke) in de derde ronde.
Poirier nam het in juni 2020 op tegen Dan Hooker. Het gevecht duurde vijf rondes, waarna Poirier unaniem werd uitgeroepen tot winnaar. Dit gevecht leverde hem zijn zevende Fight of the Night-prijs op.
Op 24 januari 2021 vocht Poirier tegen Conor McGregor, wat een rematch was van hun gevecht uit 2014. Poirier won het gevecht via technische knock-out in de tweede ronde en werd de eerste persoon die McGregor knock-out sloeg. Deze overwinning leverde hem de prijs Performance of the Night op. Op 10 juli 2021 stond Poirier voor de derde keer tegenover McGregor. Poirier won in de eerste ronde nadat het gevecht werd stopgezet wegens een gebroken scheenbeen van McGregor. 
De UFC gunde hem daarop een nieuwe kans op de titel in het lichtgewicht tijdens een gevecht tegen regerend kampioen Charles Oliveira. Dat vond plaats op 11 december 2021. Oliveira won via een verwurging (rear-naked choke) in de derde ronde. Poirier keerde in november 2022 terug op de mat, tegen Michael Chandler. Deze keer won hijzelf middels een rear-naked choke.